# 鈴木千秋
鈴木 千秋（すずきちあき、1925年〈大正14年〉生 - 2006年〈平成18年〉10月19日）は元ラジオ東京（現：TBS）アナウンサー、ナレーター、ラジオパーソナリティ。東京府（1943年7月以後の東京都）文京区出身。

## 略歴
- 1925年（大正14年）：東京府下谷区（現：台東区）に生まれ、文京区に育つ。
  - 旧制東京高等学校を経て、1948年（昭和23年）、東京大学文学部美学美術史学科へ入学。
- 1951年（昭和26年）：同大学文学部大学院（日本建築史、特に茶室）進学後、中退。
- 1952年（昭和27年）：ラジオ東京（現：TBS）[注 1]に入社。考査部を経て、アナウンス部に異動。
- 1959年（昭和34年）：ラジオ東京退社後、フリーアナウンサー第1号となる[注 2]。

（出典：本人による「東京放送社史」への加筆メモに基づく）

## 主な担当番組

### ラジオ東京 時代
- ラジオ奥さま午前十時です[2] - パーソナリティ （月曜 - 日曜の全曜日に放送していた生番組。10年以上にわたって放送）

### フリー転向後

#### テレビ
- 美をもとめて（TBS。ナレーター）
  - 京都市文化観光資源保護財団の映像ライブラリーには「壬生狂言」を放送した回のVTRがあり、インターネットで公開されている[3]。
- これが世界だ（TBS。後に「CBSドキュメント」へ改題 / 吹き替えチーフナレーター）
  - 顔出し出演をしたことがある[4]。
- ガルブレイス 不確実性の時代（TBS。顔出し出演、夏期特別編成 一週連続シリーズ番組の進行役。この時だけは髭を剃った）
- 黎明の群像（鹿児島テレビ放送。ナレーター） - シリーズ番組作品（全5時間）
- ザ 日本100景（テレビ朝日。同番組内の「黒部峡谷」でナレーター。1984年元日放送）
- ウィークエンダー（日本テレビ。"シルバーマン"というハンドルネームを使って匿名で顔出し：本人の口述によるが、未確認）
- Ist登場（テレビ大阪。ナレーター？）

#### ラジオ
- TBS「コロムビア アワー」 - パーソナリティ（売り出し中のジュディ・オングとコンビで進行）
- FM東京「FMモーニングエコー」 - パーソナリティ（朝の帯生ワイド番組〈2時間枠〉）
- 文化放送「おはよう 鈴木千秋です」 - パーソナリティ（朝の帯生番組〈1時間枠〉）

#### 映画
- 「世界の空軍 AIR FORCE'82 ドッグ・ファイト」 - ナレーションの吹き替え（テレビ東京版。『木曜洋画劇場』で1986年8月28日に放送）

#### CM
すべてナレーション。
- 赤福
  - 企業広告（赤福 伊勢だより[注 3]。1980年代後半 - 1990年代前半〈約10年間〉、中京・関西ローカル）
- エスビー食品
  - 「スナックチップ」（1978年） - 水谷豊へのインタビュアー役。水谷は自らのライバルを「アラン・ドロンかな？」と答えている（原文ママ）。
- カルビー
  - 「ブラウンシュガー」（1989年） - 母が家出し[注 4]、父と娘（サオリ）の父子家庭となった父の奮闘をナレーションした。同CMには父が「そんなに甘くはありません」というなぞかけを語っている[注 5]。
- キッコーマン
  - 「万上本格焼酎SOLO」（1989年） - 麹発酵を宣伝するCMであった。
- コナミ
  - 「悪魔城ドラキュラ」（1986年） - ナレーションとドラキュラ 役（同ゲームの最終ボスとして登場。CMではドラキュラの笑い声を演じた）を兼任。
- コニカ
  - 「KANPAI」（1990年） - 声に反応するコンパクトフィルムカメラ。同機能を搭載したカメラは世界初であった。なお、当CMはニュースキャスター役としてナレーションを務めた。
- ピップフジモト
  - 「ピップエレキバン」（1987年、ピップ粒ふみプレゼント篇。1988年、ピッププチペンダントプレゼント篇） - 「粒ふみ」は商品に付属した企画品、「プチペンダント」は懸賞企画の商品であった。
- 白子
  - 「お茶漬けサラサラ」（1988年） - ゴルフ篇。伊東四朗が出演し、当商品を食べたことがない同僚たちに怒りながらドライバーショットをフルスイングするCMであった。
- ジョンソン
  - 「カビキラー」（1987年） - カビによるアレルギー疾患の症例（例：アレルギー性結膜炎、小児ぜんそくなど）をナレーション。
- 竹本油脂
  - 「マルホン極上胡麻油」（1987年） - 胡麻の名の由来をナレーション。
- 津村順天堂
  - 「ツムラ代謝用薬」（1983年） - 当商品の効用をナレーション。終盤に姉妹品（「ツムラ吐き気用薬」）のナレーションもしている。
- 東レ
  - 「ポリエステルフィルム ルミラー」（1982年） - 積層フィルムコンデンサのナレーション。同コンデンサに東レの「ルミラー」が使われていることをナレーションした。
  - 「炭素繊維 トレカ」（1982年 - 1983年） - 1982年は東京天文台（現・国立天文台）野辺山宇宙電波観測所の45mミリ波電波望遠鏡に東レの「トレカ」が使われていることをナレーションした。BGMは同年に放送した「ルミラー」と同じ。1983年はX線装置に東レの「トレカ」が使われていることをナレーションしたが、BGMは1982年に放送したものと異なる。
- ボルボ・グループ
  - 企業広告（1985年、クラッシュセーフティーテスト「知る人のボルボ」篇） - ボルボに乗車した人の安全を守るために毎週2台ずつ新車を壊す実験（クラッシュセーフティーテスト）を続けていることを宣伝するCM。
- 日本たばこ産業
  - 「セブンスター・カスタムライト」（1987年） - スピーカーによる放送で当商品が新発売となったことを宣伝した。
- 日本電信電話公社（電電公社）
  - 「ビジネスフォン プッシュ式」（1974年） - 「ビジネスホン」がプッシュ式（トーンダイヤル式電話機）となったことを宣伝するCM（従来品はダイヤルパルス式電話機）。
- 松下電器産業
  - 「ライトカプセル」（1985年） - ドナルドダックが新聞記者として奮闘し、特ダネを探す様子と商品の解説をナレーションした。なお、同CMには「お得だね」というダジャレがある[注 6]。
  - 「カレックVX」（1988年） - 同商品のパワーテスト（「同商品1台でフォーミュラ3のエンジン10台を連続始動する」）の様子をナレーション。同商品はパナソニックブランドで発売した（パナソニックブランドの詳細はパナソニックホールディングス#ブランド・商標を参照）。
- 三菱石油
  - 「オルビス グランZ」（1987年） - 同社のエンジンオイル（高性能エンジンオイル）のCM。同CMには五十嵐いづみが出演した。
- 御幸毛織
  - 「リクライン」（1987年） - 尾崎行雄が出演したCMである。当CMは河川敷の近くを歩く尾崎と河川敷でランニングをする少年野球の選手たちの交流を描いたものであるが、尾崎が少年野球の選手たちにあいさつを交わす前に鈴木が高校時代とプロ入り後の来歴をナレーションしている（この時に尾崎の現役時代の映像〈東映フライヤーズ時代〉が少し映る）。鈴木は「第二の青春ピッチング」として当商品（ストレッチ服地のスーツ）を「新しいユニフォーム」と解説した。
  - 「TOM GILBVEY」（1987年 - 1989年） - 1987年はトム・ギルビー（英語版）が出演し、日本の視聴者にあいさつをしている。1988年以降は商品解説のみ。
  - 「NAPOLENA」（1989年 - 1991年） - 御幸毛織の最高級服地。同社の公式サイトには「ミユキ・チャンピオンモヘア」と記されている[5]。

ほか

##### 備考
1980年代は東京放送（現・TBSテレビ）で放送する番組のCMナレーションを担当したこともあった。主な番組は以下のとおり。
- 番組ガイド（1982年）

同年10月第1週に放送する各番組（月曜ロードショー「エレファント・マン」〈同年10月4日放送〉、10月だョ!全員集合〈同年10月5日放送〉、第2回日本作曲大賞〈同年10月6日放送〉、ねらわれた学園〈同年10月7日放送〉、3年B組金八先生スペシャル〈同年10月8日放送〉）を宣伝した。
- 西田敏行・桜田淳子のもちろん正解（1983年）
- 月曜ロードショー「疑惑」（1984年）
- スーパーポリス（1985年）
- 翔んでる警視（1986年） - 新春ドラマスペシャルとして放送。

上記のほか、ラジオCM・全日空機内BGM用番組・学校向け教育映画などでもナレーションを務めている。

## 受賞歴
- 民間放送連盟賞
- ギャラクシー賞
- ACC賞
- 民放祭賞
- 電通賞
- 週刊朝日ダイヤル賞

## 著書
- 平眠 ーわが母の願った「安楽死」ー[6]（新潮社）  - TBSテレビでもドキュメンタリーとして放送された。番組中では一部、本人自身が廻した16ミリも使われている。前後して、朝日新聞 朝刊紙面でも大きく取り上げられた。テーマが論争を生む性格のものであったので、主に批判を受ける形で活字メディアで俎上に上がった。なお、当該の母親（喜久世）は「安楽死協会 (現：日本尊厳死協会) 第1号会員」。TBS制作/著作権所有の当該番組をベースにした映像は、同社からVHS化され市販されていたもようである。

## エピソード
- 1970年代、六本木の旧防衛庁近くに、ベルウッドという名の「反戦喫茶」と称したバーを持っていて、今田勝、日野皓正、石川昌ら、本邦ジャズ草創期のジャズマンも常連だった。
- 同時期、ベルウッドコレクションとして小規模ながらも、オリジナルの革・彫金装飾品ラインナップも手掛けていた。TBS (番組内で紹介) や、つながりのあった「ヒデとロザンナ」からもPRに協力を得た。その過程で、ピースシンボル（当時も今も国際的な平和のシンボルマーク）を商標登録したことが、知名度があった事もあり紙上で批判を受けた。
- （最初の）配偶者は同局社内関係者で、その第一子である息子は障害者。
- 二人兄弟の兄は興銀出身で、系列の和光証券（後に同じ興銀系の新日本証券と合併し”新光”→”みずほ”）会長を務めた経済人。
- 本人の遺志に基づき、遺骨は死去の翌春5月、親族・友人数名が船上参列のもとで東京湾沖に散骨された。